# Toccata i fuga en re menor, BWV 538
La Toccata i fuga en re menor, BWV 538, o Toccata i fuga "Dòrica", és una peça per a orgue de Johann Sebastian Bach. Igual que la del mateix títol i més coneguda, la Toccata i fuga en re menor, BWV 565, la BWV 538 també porta és una Tocata i fuga en re menor, encara que amb freqüència és esmentada pel sobrenom de Dòrica, una referència al fet que la peça està escrita amb una armadura sense alteracions que no s'utilitza normalment per a la tonalitat de re menor; sembla indicar de manera intencionada el mode dòric.
Tot i el títol, les dues peces són musicalment molt diferents. Igual que la Fantasia i fuga en do menor, BWV 562, la BWV 538 és gairebé monotemàtica. S'inici amb una motiu de setze notes que segueix gairebé sense interrupció fins al final de la peça, i inclou elaborats efectes concertants, poc usuals. Bach, fins i tot indica canvis manuals a l'organista, una pràctica poc habitual en aquells temps, així com infreqüent en la mateixa producció d'orgue de Bach.
La fuga, està escrita en el mode eòlic en lloc del dòric. És llarga i complexa, i el tema és d'una sonoritat bastant arcaica, amb síncopes i tres salts d'un interval de quarta perfecte. El desenvolupament d'un contrapunt estricte, només es trenca en els darrers quatre compassos, quan uns acords condueixen la peça a una conclusió impressionant. La fuga de la BWV 538 és molt similar a la fuga de la BWV 540. Ambdues tenen una indicació de tempo alla breve, les dues obres utilitzen els subjectes amb durades de rodones i blanques sincopades, amb un ritme constant de corxeres, en lloc de semicorxeres que és el més habitual en la majoria de les fugues de Bach. Ambdues també mostren l'ús del cromatisme, suspensions harmòniques i una successió ininterrompuda dels subjectes (temes) i les respostes.
| BWV 538                                            |
|                                                    |
| Jarle Fagerheim plays Bach: "Dorian" Toccata, 2011 |
|                                                    |